# René Vuaillat
René François Vuaillat (Saint-Germain-de-Joux, 28 marzo 1923 – Le Chesnay, 3 febbraio 1992) è stato un progettista francese noto per aver progettato la famiglia di motori Cléon-Fonte e per aver ideato e brevettato un ripartitore di frenata che assicurava costantemente la massima aderenza di tutte e quattro le ruote di un'auto al fondo stradale..

## Biografia
Formatosi nel 1941 all'Istituto delle Arti e dei Mestieri di Cluny, durante la Seconda Guerra Mondiale partecipò attivamente anche alla Resistenza francese nelle zone dell'Ain e del Giura. Ciò non impedì al giovane Vuaillat, una volta terminato il conflitto, di ottenere nel 1946 la laurea in ingegneria presso la École nationale supérieure du pétrole et des moteurs a Rueil-Malmaison. Il 10 settembre dello stesso anno entrò come ingegnere motoristico alla Renault. A partire dal 1º gennaio 1952, Vuaillat è assegnato alla direzione del centro ricerca applicata, dove mette a punto l'applicazione dei motori a pistoni liberi Pescara sulle automotrici ferroviarie prodotte dalla Casa della Losanga in quel periodo. Il 1º agosto 1953 divenne responsabile aggiunto al servizio di studio motoristico, mentre il 1º gennaio del 1957 divenne egli stesso capo di quel settore.
Tra la fine degli anni '50 e l'inizio del decennio seguente, Vuaillat concepì il primo dei motori Sierra, più conosciuti come motori Cléon-Fonte. Tali motori apparvero per la prima volta sotto il cofano della Renault Floride S e della Renault 8. I motori Cléon-Fonte divennero apprezzati per la loro longevità e robustezza, ed equipaggeranno generazioni di modelli della Casa, evolvendo nel corso degli anni dagli originari 956 cm³ a 1565 cm³, passando dalla Floride alla Twingo, dalla Renault 11 Turbo alla Renault 5 Turbo, ed ancora le Renault 4, 5, 12, 18, 19 e 21 (solo per citarne alcune), e senza dimenticare le sportive Alpine-Renault, le "americane" Renault Alliance, i furgoni Estafette e Trafic e le rumene Dacia a partire dal 1971.
A partire dal 1º gennaio 1965 divenne capo della sezione telai ed architetture, mentre dal 1º luglio dello stesso anno divenne invece direttore dei progetti meccanici. A partire dal 1º gennaio 1976, Vuaillat divenne direttore della Renault-Gordini, l'altra sezione sportiva della Casa francese che in quegli anni si distinse per le sue vittorie in campo agonistico assieme all'Alpine-Renault. Nello stesso periodo fu anche direttore aggiunto nella sezione ricerca e sviluppo automobilistico. Terminò la sua carriera come direttore delle tecniche avanzate di prodotto.
A Vuaillat si deve anche il dispositivo di ripartizione della frenata ad aderenza totale, il cui brevetto fu depositato dalla Régie il 13 febbraio 1980. In sostanza, i due assi di un'auto sono provvisti di due differenziali e sono collegati fra loro da una ruota libera, che però si blocca e si sblocca ogni volta che un asse è più frenato dell'altro.
Vuaillat si ritirò in pensione il 31 dicembre 1985.

## Distinzione
- Croce di Guerra 1939-1945
- Cavaliere dell'Ordine Nazionale al Merito (1970)